# حديقة كوندي (إسطنبول)
حديقة كوندي (بالتركية: Cundi Parkı)‏ هي حديقة تقع في إسطنبول، تركيا.